# Stefan Latinović
Stefan Latinović (serbisch-kyrillisch Стефан Латиновић; * 22. November 1999 in Belgrad) ist ein serbischer Tennisspieler.

## Karriere
Latinović spielte auf der ITF Junior Tour nur rund 10 Matches.
2018 begann er an der Wichita State University ein Studium. Dort war er auch im College Tennis aktiv war. 2022 wechselte er an die Louisiana State University, wo er 2024 einen Abschluss in Information Systems and Decision Science machte. Während des Studium erhielt er einige akademische Auszeichnungen wie die Athletic Director's Honor oder die des ITA Scholar-Athlete.
Nach nur wenigen Events zuvor spielte Latinović Mitte 2024 erstmals regelmäßig Profiturniere. Im Einzel schaffte er es bislang einmal ein Endspiel auf der ITF Future Tour zu erreichen. Dadurch stand er erstmals in den Top 1000 der Tennisweltrangliste. Größere Erfolge erzielte er im Doppel, wo er 2024 vier Future-Titel gewann. 2025 kamen zwei weitere Futuresiege hinzu, bevor er beim Challenger im tschechischen Ostrava zusammen mit Jan Jermář den ersten Turniersieg auf der höher dotierten Turnierebene gewann. Zuvor hatte er erst zwei weiteren Challengers gespielt. Er stieg damit auf sein Karrierehoch von Rang 263.

## Erfolge
| Legende (Anzahl der Siege) |
| Grand Slam                 |
| ATP Finals                 |
| ATP Tour Masters 1000      |
| ATP Tour 500               |
| ATP Tour 250               |
| ATP Challenger Tour (2)    |

### Doppel

#### Turniersiege
| Nr. | Datum           | Turnier | Belag | Partner         | Finalgegner                        | Ergebnis          |
| --- | --------------- | ------- | ----- | --------------- | ---------------------------------- | ----------------- |
| 1.  | 4. Mai 2025     | Ostrava | Sand  | Jan Jermář      | Finn Reynolds James Watt           | 7:5, 6:3          |
| 2.  | 16. August 2025 | Sofia   | Sand  | Marat Scharipow | Miloš Karol Patrik Niklas-Salminen | 6:3, 2:6, [13:11] |